# Stomorska
Stomorska je mjesto na otoku Šolti, u Splitsko-dalmatinskoj županiji, na jugu Hrvatske.

## Ime
Naziv mjesta dolati od imena Djevice Marije te prefiksom slavenskog, odnosno hrvatskog oblika sto-, odnosno sveta. Prvotan je oblik imena mjesta vjerojatno bio Stomorija.
Ime je dobila po Gospi (sveta Marija). Naime, smještena je ispod svetišta Gospe od Stomorije (odnosno Gospe od Bori).

## Zemljopis
Nalazi se na istočnomu dijelu sjeverne obale otoka Šolte.
Zemljopisni položaj joj je 43° 22' sjeverne zemljopisne širine i 16° 21' istočne zemljopisne dužine.

## Povijest
Smatra se najstarijim obalnim naseljem na tom otoku. Spominje se od 17. stoljeća.

## Stanovništvo
| broj stanovnika | 112   |       | 165   | 199   | 294   | 295   | 213   | 312   | 312   | 286   | 303   | 206   | 101   | 117   | 199   | 245   | 319   |
|                 | 1857. | 1869. | 1880. | 1890. | 1900. | 1910. | 1921. | 1931. | 1948. | 1953. | 1961. | 1971. | 1981. | 1991. | 2001. | 2011. | 2021. |

## Gospodarstvo
Nekad je pomorstvo bilo najvažnija gospodarska grana, odnosno pomorski prijevoz, jer se s jedrenjacima prevozilo po Jadranu vapno i vino. Isti se danas rabe u turističke svrhe.
Postoji plaža u središtu Stomorske, tako da je turistima olakšan odlazak na more.
Stanovništvo se bavi i ribarstvom, a ima i ribogojstva (obližnje ribogojilište - komarče i lubini).

## Promet
Zbog svoje turističke značajnosti, ima jako dobre pomorske prometne veze sa Splitom. Stomorska je cestom povezana s ribarskom lukom Gornjom Krušicom i s Gornjim Selom.

### Članci
- Lozić Knezović, Katarina. 2011. Toponimija mjesta Stomorska na otoku Šolti. Zbornik radova Filozofskog fakulteta u Splitu. Sveučilište u Splitu – Filozofski fakultet. Split.  (4): 255–270

## Vanjske poveznice
Ostali projekti
|  | Zajednički poslužitelj ima još gradiva o temi Stomorska |